# Cécile-Renée d'Autriche
Cécile-Renée d'Autriche (née le 16 juillet 1611 à Graz et morte le 24 mars 1644  à Vilnius) est une archiduchesse d'Autriche et, par son mariage, reine consort de Pologne et grande-duchesse consort de Lituanie.

## Biographie

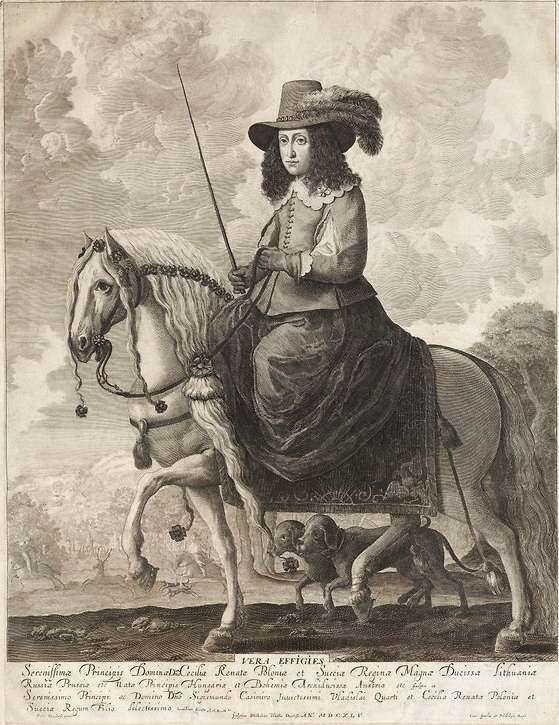
Portrait équestre de la reine Cécile-Renée d'Autriche, gravure de Willem Hondius d'après Peter Danckerts de Rij (Musée national de Varsovie)

Cécile-Renée est la plus jeune fille de l'empereur du Saint-Empire Ferdinand II et de son épouse Marie-Anne de Bavière, la fille du duc de Bavière Guillaume V. La princesse a suivi une éducation jésuite stricte à Graz et était considérée comme une personne joyeuse et intelligente
Elle épouse le 13 septembre 1637 à Cracovie le roi polonais Ladislas IV Vasa, souverain de la république des Deux Nations, son cousin germain par sa mère Anne d'Autriche. Le contrat de mariage a été négocié par l'empereur et le grand chancelier polonais Jerzy Ossoliński (de) dès la Diète de Ratisbonne en 1623. Pour avoir négocié avec succès l'accord de mariage, Ossoliński fut nommé prince impérial par Ferdinand II, mais les états polonais ne le confirmèrent pas.
Cécile-Renée devait recevoir en dot les duchés d'Opole et de Ratibor, et les créances en suspens devaient être réglées à partir de la dot des deux épouses du père de Ladislas. En raison du manque de popularité de l'Autriche en Pologne, le contrat de mariage resta secret, jusqu'à ce que Ladislas obtienne de la Diète d'Empire la garantie du libre choix de sa femme en 1637. Cependant, le frère de Cécile, devenu entre-temps empereur sous le nom de Ferdinand III, n'était pas enclin à remettre la dot comme convenu. Elle ne reçut ainsi que le territoire de Wittingau (aujourd'hui Třeboň en Tchéquie) en dot. Le mariage par procuration se tient dès le 9 août 1637 à Vienne, le demi-frère du marié, Jean Casimir, le représentant. Le lien matrimonial avec la Pologne était d'une importance considérable pour l'Autriche. La Pologne offrait une protection non négligeable contre la Hongrie et le prince rebelle Georges Ier Rákóczi. Ladislas poursuivit ainsi par la suite une politique pro-autrichienne.
La nouvelle reine a reçu en cadeau de son mari une voiture richement décorée d'or et d'argent. En dehors de ce geste, le roi n'aurait pas montré beaucoup de sympathie pour sa femme et ne lui a pas rendu la vie facile à la cour de Cracovie.
De leur union sont nés deux enfants qui n'ont pas atteint l'âge adulte :
- Sigmund Kasimir (1640-1647)
- Maria Anna Isabella (1642)

Cécile-Renée décède à l'âge de trente-deux ans lors de l'accouchement de son troisième enfant, mort-né, dans le palais des grands-ducs de Lituanie à Vilnius. Elle est enterrée dans la crypte de la cathédrale du Wawel à Cracovie. Lors de sa visite dans la ville, l'empereur François-Joseph Ier fit don d'argent pour la rénovation de son cercueil.